# Holocryptis permaculata
Holocryptis permaculata är en fjärilsart som beskrevs av George Francis Hampson 1910. Holocryptis permaculata ingår i släktet Holocryptis och familjen nattflyn. Inga underarter finns listade i Catalogue of Life.